# Herbert Heyes

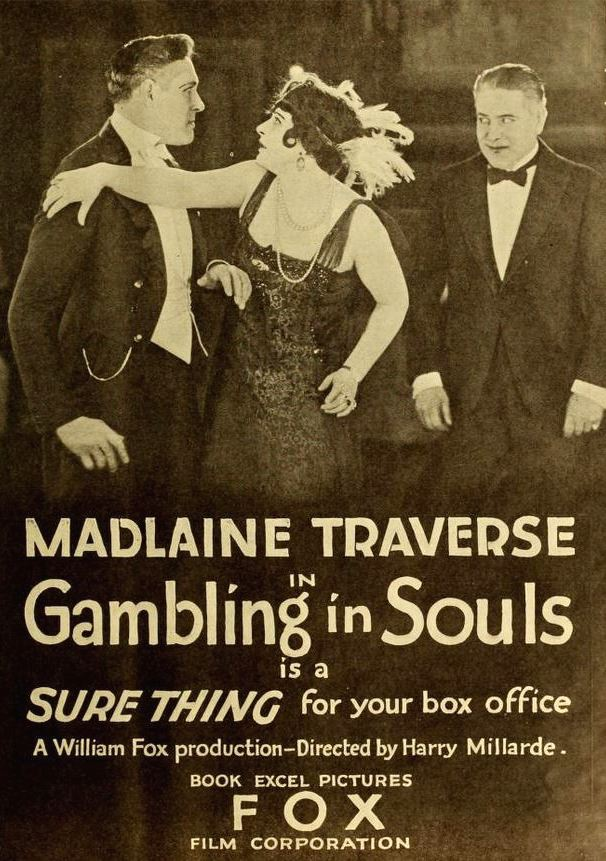
Publicidad de Gambling in Souls (1919). Herbert Heyes con Madlaine Traverse y Murdock MacQuarrie

Herbert Heyes (3 de agosto de 1889 – 31 de mayo de 1958) fue un actor teatral y cinematográfico de nacionalidad estadounidense, a lo largo de cuya carrera actuó en más de 100 producciones estrenadas entre 1915 y 1956. 

## Biografía
Nacido en Vader, Washington, sus padres eran James A. Heyes (1837 - 1921) y Lavina Jane Washburn Heyes (1859 - 1936). Herbert Heyes tenía entre 10 y 13 años cuando formó parte de la Baker Stock Company, en Portland, Oregón, y hacia 1910 actuaba para la compañía teatral de James K. Hackett. Establecido en el circuito de Broadway y en el cine, su primer film fue A Man Afraid, producción de 1915 de los Essanay Studios.
En 1916 fue contratado por Fox Film para actuar junto a Theda Bara en una serie de filmes románticos, entre ellos Under Two Flags y Salome. En los años 1940 actuó en varias piezas representadas en Broadway, como Down to Miami (1944) y State of the Union (1947), y retomó su carrera cinematográfica en los primeros años de la década, interpretando personajes como el magnate Mr. Gimbel en Miracle on 34th Street (1947), y su personaje favorito, Charles Eastman en A Place in the Sun (1951), de George Stevens.
Heyes interpretó, a lo largo de la década de 1950, papeles de reparto, destacando sus actuaciones como Thomas Jefferson en The Far Horizons (1955) y como el General Pershing en The Court Martial of Billy Mitchell (1955). En 1955 actuó en la película de Cecil B. DeMille Los diez mandamientos, haciendo un pequeño papel sin créditos. Fue su último trabajo en el cine.
En la década de 1950 también trabajó en varias series televisivas, siendo de nuevo Mr. Gimbel en la versión televisiva de The Miracle on 34th Street que emitió Twentieth Century Fox Hour en 1955. Su última actuación para la televisión tuvo lugar en el episodio Frozen Passion, de la serie The George Burns and Gracie Allen Show, emitido en marzo de 1958.
Heyes se casó el 12 de septiembre de 1913 con la actriz Mildred Gertrude Von Hollen (1891-1971) en Eldora (Iowa). Tuvieron dos hijos: Herbert Harrison Heyes Jr. y Douglas Howard Heyes, este último escritor y cineasta.
Herbert Heyes falleció en North Hollywood, California, en 1958. Sus restos fueron incinerados.

## Selección de su filmografía
- The Seven Little Foys (1955)
- The Far Horizons (1955)
- Park Row (1952)
- A Place in the Sun (1951)
- Only the Valiant (1951)
- Kiss Tomorrow Goodbye (1950)
- Miracle on 34th Street (1947)
- Million Dollar Kid (1944)
- Detective Kitty O'Day (1944)
- The Queen of Sheba (1921)
- The Land of Jazz (1920)
- Ruth of the Rockies (1920)
- The Adventures of Ruth (1919)
- More Deadly Than The Male (1919)
- Salomé (1918)
- Somewhere in America (1917)
- The Slave (1917)
- The Tiger Woman (1917)
- The Darling of Paris (1917)
- The Vixen (1916)
- Under Two Flags (1916)